# 1106 Cydonia
Cydonia (asteróide 1106) é um asteróide da cintura principal, a 2,2717312 UA. Possui uma excentricidade de 0,125132 e um período orbital de 1 528,33 dias (4,19 anos).
Cydonia tem uma velocidade orbital média de 18,48355631 km/s e uma inclinação de 13,09937º.
Esse asteróide foi descoberto em 5 de Fevereiro de 1929 por Karl Reinmuth.